# Doratulina laetus
Doratulina laetus är en insektsart som beskrevs av Melichar 1903. Doratulina laetus ingår i släktet Doratulina och familjen dvärgstritar. Inga underarter finns listade i Catalogue of Life.